# Mangueigne
Mangueigne  è un comune del Ciad situato nel dipartimento di Haraze Mangueigne, provincia del Salamat.